# Dorycnium pentaphyllum
Dorycnium pentaphyllum é uma espécie de planta com flor pertencente à família Fabaceae. É endémica de Portugal Continental.
A autoridade científica da espécie é Scop., tendo sido publicada em Flora Carniolica, Editio Secunda 2: 87. 1772.

## Proteção
Encontra-se protegida por legislação portuguesa ou da Comunidade Europeia, nomeadamente pelo Anexo V da Diretiva Habitats.